# Klaus König (Sänger)

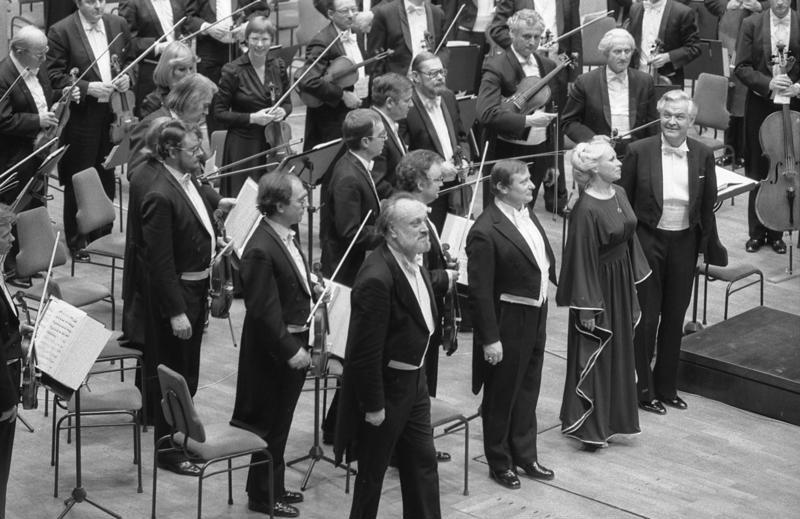
Gewandhauskapellmeister Kurt Masur (vorn) und die rechts neben ihm stehenden Solisten Klaus König, Eva-Maria Bundschuh und Theo Adam (von links nach rechts) im Rahmen der Eröffnung der „Richard-Wagner-Tage der DDR“ 1983 im Neuen Gewandhaus Leipzig

Klaus König  (* 26. Mai 1934 in Beuthen, Provinz Oberschlesien; † 7. Juni 2025) war ein deutscher Opernsänger in der Stimmlage Tenor.

## Leben
König wuchs in Bad Muskau auf. Er absolvierte zunächst eine Ausbildung zum Maler und Lackierer und arbeitete im väterlichen Betrieb. Später eröffnete er in Krauschwitz eine eigene Lackiererei. Ab 1965 studierte er dann an der Musikhochschule Dresden Gesang.
Sein Debüt als Opernsänger erfolgte 1970 am Theater Cottbus mit der Rolle des Riccardo in der Oper Die vier Grobiane von Ermanno Wolf-Ferrari. Es folgte ab 1973 ein Engagement am Landestheater Dessau, wo er bereits erste Rollen als jugendlicher Heldentenor sang, unter anderem den Max in Der Freischütz von Carl Maria von Weber und den Erik in Der fliegende Holländer. Von 1978 bis 1982 war König am Opernhaus Leipzig engagiert, wo sich seine Stimme ins schwere Heldentenorfach entwickelte. Mit der Rolle des Tristan in Richard Wagners Tristan und Isolde gelang ihm 1980 in Leipzig der Durchbruch zu einer internationalen Karriere. Seit 1982 war König festes Ensemblemitglied an der Dresdner Staatsoper. 1985 sang er dort anlässlich der wiederaufgebauten Semperoper in der Eröffnungsvorstellung die Rolle des Max. Außerdem sang er dort den Sänger in Der Rosenkavalier von Richard Strauss. Die Aufführungen wurden 1985 für das Fernsehen aufgezeichnet und später auch auf CD und DVD veröffentlicht.
An der Staatsoper Dresden sang er außerdem regelmäßig die Titelhelden in den Wagneropern Tannhäuser und der Sängerkrieg auf Wartburg, Lohengrin und Parsifal, ferner Florestan in Fidelio, Erik in Der fliegende Holländer, Stolzing in Die Meistersinger von Nürnberg und Bacchus in Ariadne auf Naxos.
Von 1985 bis 1992 sang König auch regelmäßig an der Wiener Staatsoper. Er sang dort insgesamt 5 verschiedene Partien, den Bacchus in Ariadne auf Naxos, den Erik, den Stolzing in Die Meistersinger von Nürnberg sowie die Titelrollen in Tannhäuser und Lohengrin.
König hatte umfangreiche Gastverträge im In- und Ausland. Er gastierte am Staatstheater Karlsruhe (1983–1985 als Tannhäuser und Tristan), an der Covent Garden Opera in London (1984 Debüt als Tannhäuser, 1987 als Bacchus), an der Mailänder Scala (Debüt 1984 als Tannhäuser), am Théâtre Royal de la Monnaie (1985 als Tristan), am Teatro San Carlos in Lissabon (1986 als Florestan), an der Oper Köln (1987 als Tannhäuser) und am Teatro Colón in Buenos Aires (1988 als Florestan).
1988 trat er an der Bayerischen Staatsoper in München die Titelrolle in der Oper Guntram von Richard Strauss auf. Im Dezember 1989 übernahm er das Tenor-Solo in der Neunten Sinfonie von Ludwig van Beethoven in der mittlerweile legendären Aufführung im Berliner Schauspielhaus unter der Leitung von Leonard Bernstein.
1988 gab König in Houston als Tannhäuser sein erfolgreiches USA-Debüt. 1991 sang er den Bacchus am Opernhaus von Seattle. 1994 erfolgte sein spätes Debüt an der Metropolitan Opera in New York als Erik in Der Fliegende Holländer.
In den 1990er Jahren gab König weitere Gastspiele im europäischen Ausland: in Amsterdam (1991 als Siegmund), an der Hamburger Staatsoper (1992 als Bacchus) und am Teatro Bellini in Catania (1994 als Tannhäuser). 1998 sang er an der Dresdner Staatsoper den Bürgermeister in der Oper Friedenstag von Richard Strauss.
Neben seiner Tätigkeit als Opernsänger war König auch intensiv als Konzertsänger tätig. Er interpretierte insbesondere immer wieder Werke von Ludwig van Beethoven, Anton Bruckner und Gustav Mahler. Mehrfach trat König bei den Schlesischen Musikfesten in Görlitz auf. Dort sang er 1996 in Anton Bruckners Te Deum. 1998 übernahm er dort das Tenor-Solo in Beethoven 9. Sinfonie.
Ab 2000 beendete König allmählich seine professionelle Opernkarriere. Seine letzten Partien waren der Aegisth in Elektra und der Erste Geharrnischte in Die Zauberflöte. 2002 war er nochmals am Staatstheater Cottbus gemeinsam mit Theo Adam und anderen Künstlern der Semperoper Dresden im Rahmen einer Benefiz-Gala zugunsten der Opfer der Dresdner Flutkatastrophe zu hören.
König wurde für seine künstlerischen Leistungen mehrfach ausgezeichnet. 1985 wurde ihm der Nationalpreis der DDR III. Klasse für Kunst und Literatur verliehen. Von der Dresdner Staatsoper erhielt er den Titel Kammersänger.
Im Juni 2025 starb Klaus König im Alter von 91 Jahren.